# بنجامین باسی
بنجامین باسی (انگلیسی: Benjamin Bussey؛ ۱۷۵۷ – ۱۸۴۲)، کشاورز، باغبان، میهن‌پرست و بازرگانی موفق در بوستون، ایالت ماساچوست آمریکا بود که نقشی مهم در ایجاد مؤسسهٔ پژوهشی آرنولد آربورتوم داشت. دربارهٔ او می‌گویند، که «مردی با توانایی‌های تجاری فوق‌العاده‌ای» بود.

## زندگی شخصی
باسی در سال ۱۷۵۷ در مزرعه‌ای در شهرک کانتون، ایالت ماساچوست، پیش از جداسازی از شهرک استوتون، چشم به جهان گشود. او فقط تحصیلات مقدماتی را گذراند. باسی پس از خدمت در جنگ استقلال آمریکا، به ددهام، ایالت ماساچوست نقل‌مکان کرد و در سال ۱۷۸۰ با جودیت گی، اهل ددهام، ازدواج کرد.
باسی مالک زمینی در منطقهٔ کنونی فارست هیلز در جاماییکا پلین بود. در سال ۱۸۰۰، او زمین دیگری را از دوست میهن‌پرستش، الیئزر ولد، به ارث برد. باسی سپس با خریدن حق مالکیت و ادغام مزارع مختلف که در اوایل قرن هفدهم بنا شده بودند، املاک خود را میان سال‌های ۱۸۰۶ و ۱۸۳۷ توسعه داد. ملک او با نام وودلند هیل شناخته می‌شد. باسی شرح‌حالی از خود نیز نگاشته‌است. او در سال ۱۸۴۲ درگذشت.
مجسمهٔ نیم‌تنهٔ او را که در موزهٔ هنر هاروارد قرار دارد، شوبال ویل کلونجر در سال ۱۸۳۰ ساخته‌است.

## حرفه
در سال ۱۷۷۸، باسی مغازهٔ طلا و نقره‌سازی در ددهام، ایالت ماساچوست راه انداخت و در آنجا مهمیز، قاشق و اشیای فلزی دیگری می‌ساخت. او این حرفه را از یک سرباز مزدور آموخته بود. زمانی که کسب‌وکارش در خیابان شرقی رونق گرفت، طولی نکشید که کالاهای عمومی را نیز به فهرست اجناس مغازه‌اش افزود. میان سال‌های ۱۷۷۸ و ۱۷۹۰، باسی سرمایه‌ای به ارزش ۲۵۰۰۰ دلار (تقریباً معادل ۷۰۰۰۰۰ دلار در سال ۲۰۲۰) اندوخت. در سال ۱۷۹۰، او با پس‌انداز خود به بوستون رفت و در آنجا شرکت بازرگانی و حمل‌ونقل را به‌مدت ۱۶ سال و در پنج مکان مختلف اداره کرد. باسی در خانه‌ای شهری در بخش مرکزی بوستون زندگی می‌کرد. او به‌عنوان بازرگان، تقریباً هرگز به‌صورت اعتباری فعالیت نکرد و ترجیح می‌داد که فقط نقد تجارت کند.
در سال ۱۸۰۶، باسی در ۴۹ سالگی، به‌عنوان یکی از ثروت‌مندترین مردان در نیوانگلند بازنشسته شد و به پرورش گوسفند نژاد مرینو در مزرعهٔ ۳۰۰ هکتاری در راکسبری روی آورد. باسی در ملک خود که با نمای کاغذ دیواری از پاریس و مبلمان فرانسوی تزیین شده بود، به کشاورزی علمی پرداخت.
او در ۶۲ سالگی دوباره به ددهام بازگشت و در آنجا شرکت تولید پنبهٔ نورفولک را در خیابان ماوریک در امتداد نهر مادِر بروک خرید. جنگِ سال ۱۸۱۲، این شرکت را به ورطهٔ ویرانی کشانده بود و باسی آن را در سال ۱۸۱۹ با بهایی ارزان مالک شد. او با پشم گوسفندان مرزعه‌اش، محصولی با کیفیت بالا تولید می‌کرد که فروش خوبی داشت.
باسی سپس کارخانهٔ ورشکستهٔ ریسندگی پشم که فقط سه سال قدمت داشت، از شرکت ددهام ورستد خرید. او در آنجا ریسندگی و بافندگی را باهم ترکیب کرد و یکی از اولین کارخانه‌های نساجی نظام‌یافتهٔ نیوانگلند را بنا نهاد. باسی بهترین تجهیزات را وارد کرد و دست به بازسازی بسیاری از ساختمان‌های قدیمی زد. او یکی از اولین کسانی بود که دستگاه‌های بافندگیِ فعال با نیروی آب را راه‌اندازی کرد. این دستگاه‌ها با ریسیدن و بافت پشم خام، آن را به پارچه تبدیل می‌کردند. گفته می‌شد که کارخانه‌ها، سالن‌های رنگرزی، اقامتگاه‌ها و دیگر ساختمان‌های مرتبط با شرکت باسی «دهکده‌ای کوچک را تشکیل می‌دادند».
باسی همچنین زمین‌های زیادی در ایالت مین خرید و به کسب‌وکارهای دیگری ازجمله ادارهٔ بانک خصوصی نیز مشغول بود.

## حرفهٔ انتخاباتی
در سال ۱۸۰۷، باسی نامزد کرسی سنای ماساچوست شد، اما شکست خورد. هرچند در سال‌های ۱۸۰۸ و ۱۸۰۹، در انتخابات مجلس نمایندگان ماساچوست به‌عنوان هوادار حزب فدرال شرکت کرد و پیروز شد.

## میراث
به گفتهٔ کشیش کلیسای کانتون، باسی قرار بود، «به کالج هاروارد مبلغی که اکنون باید بالغ بر یک میلیون دلار باشد بدهد، زیرا نمی‌توانست آن را با خود ببرد و به کلیسای خیابان هالیس هم مجموعه‌ای از ده فرمان را بدهد، چون نمی‌توانست آن‌ها را نزد خود نگه دارد». اگرچه او کارخانه‌های خود در امتداد نهر مادر بروک را به‌عنوان «باارزش‌ترین و مولدترین دارایی‌هایش» می‌دانست، اما مبلغ چندان هنگفتی به شهر ددهام نداد.
او زمین و بخشی از دارایی خود را برای «آموزش کشاورزی، باغبانی و سایر امور مربوطه» به دانشگاه هاروارد بخشید. هاروارد از این زمین برای راه‌اندازی مؤسسهٔ باسی بهره برد که مختص آزمایش‌های مرتبط با کشت و زرع بود. در سال ۱۸۷۱، اولین ساختمان مؤسسهٔ باسی تکمیل شد و به‌عنوان دفتر مرکزیِ دانشکدهٔ کشاورزی در مقطع کارشناسی به بهره‌برداری رسید. نیمی از درآمد حاصل از املاک و دارایی‌های باسی وقف کرسی‌های استادی و بورسیه‌های تحصیلی در دانشکدهٔ الهیات هاروارد و دانشکدهٔ حقوق هاروارد و باقی آن صرف کمک به مؤسسه می‌شد.
شانزده سال پس از مرگ باسی، جیمز آرنولد، تاجر صید نهنگ در نیو بدفورد، ایالت ماساچوست، بخشی از دارایی‌اش را برای «پیشرفت کشاورزی یا باغبانی» تخصیص داد. در سال ۱۸۷۲، زمانی که متولیان وصیت‌نامهٔ جیمز آرنولد، املاک او را به دانشگاه هاروارد بخشیدند، هدیهٔ آرنولد با ۱۲۰ هکتار (۰٫۵ کیلومتر مربع) از املاک پیشین باسی ادغام شد و درختستان آرنولد شکل گرفت.
درختستان باسی هیل و باسی بروک (سومیل بروک سابق) و خیابان باسی همچنین مزین به نام باسی است. خیابان باسی در ددهام، ایالت ماساچوست، جاییکه کارخانه‌هایش قرار داشتند، نیز به افتخار او نام‌گذاری شده‌است. شوبال ویل کلونجر در سال ۱۸۳۰، مجسمهٔ نیم‌تنهٔ گچی باسی را ساخت که در موزه و انجمن تاریخی ددهام نگهداری می‌شود. یک کاپی مرمرین از این مجسمه و همچنین پرتره‌ای که گیلبرت استوارت در سال ۱۸۰۹ کشید، در مجموعه موزهٔ هنر هاروارد قرار دارند. پرتره‌های آبرنگ از باسی و همسرش که هنری اینمن در سال ۱۸۳۰ کشیده‌است، در موزهٔ هنرهای زیبای بوستون قرار دارند. ظروف نقره‌ایِ محصول باسی، در کلکسیون‌های مختلف موجود هستند.

## ارجاعات
1. 1 2  Worthington 1900, p. 11.
2. 1 2 3 4 5  "Spotlighting Benjamin Bussey" (PDF). Dedham Historical Society Newsletter. Dedham Historical Society (May). 2017.[پیوند مرده]
3. ↑  "Old Dedham". Boston Post. April 2, 1890. p. 3 – via Newspapers.com.
4. 1 2 3 4 5 6 7 8  Neiswander, Judy (May 1, 2020). "Tales from Mother Brook: Part 3 - The Early Mills". The Dedham Times. Vol. 28, no. 18. p. 6.
5. 1 2 3 4  "The Dedham Historical Society & Museum's "Trivia Time"". The Dedham Times. Vol. 29, no. 41. October 15, 2021. p. 3.
6. 1 2 3 4 5  "The Dedham Historical Society & Museum's "Trivia Time"". The Dedham Times. Vol. 29, no. 41. October 15, 2021. p. 18.
7. ↑  Worthington 1900, p. 10.
8. ↑  Worthington 1900, p. 5.
9. ↑  Wilson, Mary Jane (2006). "Benjamin Bussey, Woodland Hill, and the Creation of the Arnold Arboretum" (PDF). Arnoldia. Vol. 64, no. 1. Arnold Arboretum, Harvard University. Archived from the original (PDF) on 25 July 2008. Retrieved 9 February 2022.
10. ↑  Tritsch 1986, p. 13.
11. ↑  Neiswander, Judy (May 15, 2020). "Tales from Mother Brook: Part 5 - Citizens". The Dedham Times. Vol. 28, no. 20. p. 8.
12. ↑  "Massachusetts 1807 State Senate, Suffolk County". Tufts University Digital Collections. Retrieved October 17, 2021.
13. ↑  "Massachusetts 1808 House of Representatives, Boston". Tufts University Digital Collections. Retrieved October 17, 2021.
14. ↑  "Massachusetts 1809 House of Representatives, Boston". Tufts University Digital Collections. Retrieved October 17, 2021.
15. ↑  Wilson, Mary Jane (2006). "Benjamin Bussey, Woodland Hill, and the Creation of the Arnold Arboretum" (PDF). Arnoldia. Vol. 64, no. 1. Arnold Arboretum, Harvard University. Archived from the original (PDF) on 25 July 2008. Retrieved 9 February 2022. First, he directed a large portion of his estate to Harvard’s schools of law and theology, the two branches of education he considered most important in advancing “the prosperity and happiness of our common country.” … One-half of the income from his estates and property was to be used to support the institution [the Bussey Institute]; the other half was for the endowment of professorships or scholarships in the law and divinity schools.